# Jane Doe: How to Fire Your Boss
Jane Doe: How to Fire Your Boss es una película de misterio de 2007, dirigida por James A. Contner y protagonizada por William R. Moses, Joe Penny, Lea Thompson, Shashawnee Hall.

## Trama
Dos agentes de CSA debieron asesinar a sus mentores, sin recordar nada del incidente. Se introdujo una mujer llamada Cathy Davis (Lea Thompson), también conocida como Jane Doe, para resolver el misterio. Cuando en su búsqueda descubre una que no cuenta con la conspiración de control, Cathy debe correr contra el tiempo para exponer la verdad antes de que ella se convierte en el próximo objetivo.

## Reparto
- Lea Thompson ... Cathy Davis
- Joe Penny ... Frank Darnell
- William R. Moses ... Jack Davis
- Jessy Schram ... Susan
- Zack Shada ... Nick Davis
- Stanley Kamel ... Dr. Jared Fox
- Erin Gray ... Laura Sands
- Scott Paulin ... Phil Sands
- Shashawnee Hall ... Mitch Evans
- Steve Vinovich ... Doug Coleman
- Corey Mendell Parker ... Brian Ennis
- James C. Victor ... Roy Baxter
- Caroline Williams ... Alana Devlin
- Mark Holton ... Rob Ryan
- Lynn Griffith ... Gwen